# إيفيلين مارتن
إيفيلين مارتن (22 مارس 1881 في المملكة المتحدة - 27 أبريل 1945 في المملكة المتحدة)  (بالإنجليزية: Evelyn Martin)‏ هو لاعب كريكت بريطاني وبريطاني (وحمل سابقاً جنسية المملكة المتحدة لبريطانيا العظمى وأيرلندا). لعب مع نادي مقاطعة ورسسترشاير للكريكيت ‏ ونادي الكريكت في جامعة أكسفورد ‏.

## وصلات خارجية
- إيفيلين مارتن على موقع إي آس بي آن كريك إنفو (الإنجليزية)